# George Lodewijk Schorer
George Lodewijk Schorer (Amsterdam, 19 augustus 1876 – Den Haag, 4 juni 1955) was een Nederlands officier van de Koninklijke Marine die later lid werd van de Raad voor de Luchtvaart. 
Schorer was lid van de familie Schorer en een zoon van jhr. mr. George Lodewijk Schorer, president van de arrondissementsrechtbank te Haarlem, en Maria Jacoba van der Lek de Clercq.

## Eerste Wereldoorlog

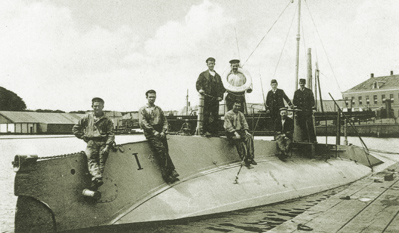

In de aanloop naar de Eerste Wereldoorlog was Schorer luitenant-ter-zee derde klas 1895, daarna elektrotechnisch ingenieur 1903 (Universiteit Luik, de Polytechnische School te Delft was nog niet zover met elektrotechniek). In 1905 werd de eerste Nederlandse onderzeeboot, speciaal bestemd voor de dienst in de tropen, bij de werf De Schelde te Vlissingen gebouwd onder de naam Hr. Ms. O 1. Later kreeg de onderzeeboot de naam Luctor et Emergo. De afmetingen waren: 20,42 bij 4,08 meter met een diepgang van 2,8 meter. De bemanning bestond uit tien man.
In verband met de dreigende toestand in Europa werd de boot 15 juli in dienst gesteld onder commando van Schorer, die toen Luitenant ter zee der 1ste klasse was. Met behulp van de Witte Zee van L. Smit & Co’s Sleepdienst, die toen een vloot van 14 zeesleepers had, werd het schip via het Suezkanaal naar Sabang in Nederlands-Indië gesleept. Schorer werd inspecteur van de onderzeebootdienst, daarna inspecteur aan het Departement van Marine 1919-1925, Commandant van de kruiser Sumatra 1925-1927, Chef van de Afdeling Materiaal der Zeemacht aan het Departement van Marine 1927-1933, Vice-Admiraal 1929-1933, Adjudant in buitengewone dienst van H. M. Koningin Wilhelmina.

## Commissie Schorer
Na het verongelukken van de Uiver op 20 december 1934 is de ramp onderzocht door dr. ir. H.J. van der Maas, hoofd van de afdeling Vliegtuigen van de RSL (Rijks Studiedienst voor de Luchtvaart, 1919-1937). Hij arriveerde op 26 december op de plek des onheils. Op 8 januari bracht hij zijn eerste verslag uit aan de Luchtvaartdienst (LVD). Latere schriftelijke rapporten zijn nooit gepubliceerd en zijn pas in 2005 bij de Onderzoeksraad Voor Veiligheid in Den Haag teruggevonden.
De Permanente Ongevallen Commissie (POC) van de RSL werd op 7 februari 1935 aangepast en kwam onder leiding van vice-admiraal Jhr G.L. Schorer. Hun onderzoek bevestigt het rapport van Van der Maas.

## Privé
Schorer trad te Middelburg op 1 februari 1912 in het huwelijk met Anna Maria Dijckmeester (1881-1954), dochter van mr. Herman Jacob Dijckmeester, Commissaris der Koningin in Zeeland, en Emilia Christina Wintgens. Ze kregen meerdere kinderen, waaronder dochter Maria Anna die trouwde met Rudolf Maximiliaan Crommelin, die onder andere marine attaché in Londen was, dochter Cornelia Levina Maria Schorer die trouwde met Dirk Rudolph Wijckerheld Bisdom (1874-1937), burgemeester van Kortgene (1900-1905), van Barendrecht (1905-1911), van Stad en Ambt Almelo (1911-1913) en Almelo (1914-1925), zoon Willem Lodewijk (Den Helder, 1915-1954) werd kantonrechter in Rotterdam en was lid van Provinciale Staten van Zuid-Holland.

## Onderscheidingen
- Ridder in de Orde van de Nederlandsche Leeuw
- Commandeur in de Orde van Oranje Nassau
- Commandeur der Orde van de Bevrijder van Venezuela
- Commandeur der Orde van de Heilige Schat van Japan